# Самуйлов, Иван Савельевич
Иван Савельевич Самуйлов (5 мая 1924 год, деревня Сиговка — 12 января 2006 год) — бригадир колхоза «Новая жизнь» Лиозненского района Витебской области, Белорусская ССР. Герой Социалистического Труда (1973). Депутат Верховного Совета БССР.

## Биография
Родился в 1924 году в многодетной крестьянской семье в деревне Сиговка. Окончив семилетнюю школу, поступил на учёбу в ремесленное училище в Ленинграде. Вместе с другими учащимися училища участвовал в обороне Ленинграда. В августе 1942 года призван на фронт. После прохождения курса молодого бойца участвовал в 1943 году в освобождении Ленинграда. С 1945 года воевал радистом в составе 19-го стрелкового корпуса 67-й армии Ленинградского фронта. Войну окончил в Восточной Пруссии. В 1946 году вступил в ВКП(б). Демобилизовался в 1948 году, после чего возвратился в Белоруссию, где устроился на работу в колхоз «Новая жизнь» Лиозненского района.
В 1953 году назначен бригадиром полеводческой бригады, которая ежегодно под его руководством перевыполняла план. Указом Президиума Верховного Совета СССР от 12 декабря 1973 года за большие успехи, достигнутые во Всесоюзном социалистическом соревновании, и проявленную трудовую доблесть в выполнении принятых социалистических обязательств по увеличению производства и продажи государству зерна, картофеля, сахарной свеклы и других продуктов земледелия в 1973 году удостоен звания Героя Социалистического Труда с вручением ордена Ленина и золотой медали «Серп и Молот».
Трижды участвовал во Всесоюзной выставке ВДНХ в Москве. Избирался депутатом Верховного Совета Белорусской ССР (1975—1980).
Проработал в колхозе пятьдесят лет. Скончался в 2006 году.
Память
В 2015 году в Лиозно была открыта Аллея Славы, на которой находится стела с портретом Ивана Самуйлова.

## Награды
- Герой Социалистического Труда — указом Президиума Верховного Совета СССР от 12 декабря 1973 года
- Орден Ленина
- Орден Красной Звезды
- Орден Отечественной войны 2 степени (11.03.1985)
- Медаль «За отвагу» (12.06.1945)
- Медаль «За оборону Ленинграда»